# Liste des lieux patrimoniaux de Montréal (région administrative)
Cet article recense les lieux patrimoniaux de la région administrative de Montréal inscrit au répertoire des lieux patrimoniaux du Canada, qu'ils soient de niveau provincial, fédéral ou municipal.
Montréal est traité dans la liste des lieux patrimoniaux de Montréal.

## Liste des lieux patrimoniaux
- Haut – A
- B
- C
- D
- E
- F
- G
- H
- I
- J
- K
- L
- M
- N
- O
- P
- Q
- R
- S
- T
- U
- V
- W
- X
- Y
- Z

| [ 1 ]                                                                     | Lieu patrimonial                                         | Illustration                                             | Municipalité            | Adresse                              | Coordonnées          | No    | Constr. | Prot.                 | Rec.              | Notes |
| ------------------------------------------------------------------------- | -------------------------------------------------------- | -------------------------------------------------------- | ----------------------- | ------------------------------------ | -------------------- | ----- | ------- | --------------------- | ----------------- | ----- |
| M                                                                         | Maison Rangé-Dit-Laviolette                              | Maison Rangé-Dit-Laviolette                              | Baie-D'Urfé             | 20122, chemin Lakeshore              | 45.412626 -73.902808 | 4849  |         | MH cité               | 11 décembre 2001  |       |
| P                                                                         | Maison de Beaurepaire                                    | Maison de Beaurepaire                                    | Beaconsfield            | 13, Thompson Point                   | 45.41521 -73.879302  | 10227 |         | MH reconnu            | 11 février 1975   |       |
| M                                                                         | Maison Mary-Garbutt-Angell                               | Maison Mary-Garbutt-Angell                               | Beaconsfield            | 530, Lakeshore Road                  | 45.41522 -73.88658   | 4850  |         | MH cité               | 10 mars 2002      |       |
| P                                                                         | Maison Jean-Baptiste-Jamme-Dit-Carrière                  | Maison Jean-Baptiste-Jamme-Dit-Carrière                  | Kirkland                | 3766, boulevard Saint-Charles        | 45.45892 -73.86553   | 8323  |         | MH classé             | 5 août 1976       |       |
| P                                                                         | Maison Lanthier                                          | Maison Lanthier                                          | Kirkland                | 11, chemin Lantier                   | 45.44131 -73.89772   | 5040  |         | MH classé             | 30 juillet 1976   |       |
| F                                                                         | Cité modèle de Mont-Royal                                | Cité modèle de Mont-Royal                                | Mont-Royal              |                                      | 45.51667 -73.65      | 16211 |         | LHN                   | 11 avril 2008     |       |
| Pour la ville de Montréal, voir Liste des lieux patrimoniaux de Montréal. |                                                          |                                                          |                         |                                      |                      |       |         |                       |                   |       |
| F                                                                         | Champ d'honneur national du Fonds du Souvenir            | Champ d'honneur national du Fonds du Souvenir            | Pointe-Claire           | 703, rue Donegani                    | 45.44411 -73.83766   | 16591 |         | LHN                   | 8 juin 2007       |       |
| P                                                                         | Maison Hyacinthe-Jamme-Dit-Carrière                      | Maison Hyacinthe-Jamme-Dit-Carrière                      | Pointe-Claire           | 152, avenue de Concord Crescent      | 45.45686 -73.81933   | 5087  |         | MH classé             | 12 août 1964      |       |
| P                                                                         | Moulin à vent de Pointe-Claire                           | Moulin à vent de Pointe-Claire                           | Pointe-Claire           | 1, avenue Saint-Joachim              | 45.42508 -73.82561   | 5299  |         | BA classé             | 21 mars 1983      |       |
| F                                                                         | Canal de Sainte-Anne-de-Bellevue                         | Canal de Sainte-Anne-de-Bellevue                         | Sainte-Anne-de-Bellevue | 170, rue Sainte-Anne                 | 45.4036 -73.9544     | 7842  |         | LHN                   | 17 mai 1929       |       |
| P                                                                         | Maison Simon-Fraser                                      | Maison Simon-Fraser                                      | Sainte-Anne-de-Bellevue | 153, rue Sainte-Anne                 | 45.40456 -73.95406   | 5087  |         | MH classé SH classé   | 24 janvier 1962   |       |
| F                                                                         | Arrondissement historique de Senneville                  | Arrondissement historique de Senneville                  | Senneville              | Chemin de Senneville                 | 45.42671 -73.96837   | 4442  |         | LHN                   | 18 juillet 2002   |       |
| F                                                                         | Bataille du Lac-des-Deux-Montagnes                       | Bataille du Lac-des-Deux-Montagnes                       | Senneville              | Chemin de Senneville                 | 45.44797 -73.94039   | 15608 |         | LHN                   | 15 mai 1925       |       |
| F                                                                         | Hôpital Sainte-Anne - Édifice administratif              | Hôpital Sainte-Anne - Édifice administratif              | Senneville              | 55, chemin de Senneville             | 45.417962 -73.961844 | 2012  |         | ÉFP reconnu           | 6 juin 2002       | ,     |
| P                                                                         | Site historique et archéologique du Fort-Senneville      | Site historique et archéologique du Fort-Senneville      | Senneville              | 168, chemin de Senneville            | 45.42592 -73.97414   | 13246 |         | SH classé SA classé   | 20 novembre 2003  |       |
| F                                                                         | Arrondissement de Westmount                              | Téléverser                                               | Westmount               |                                      | 45.4856 -73.5964     | 19610 |         | LHN                   | 2011              |       |
| F                                                                         | Bibliothèque Atwater du Mechanics' Institute of Montreal | Bibliothèque Atwater du Mechanics' Institute of Montreal | Westmount               | 1200, rue Atwater                    | 45.48866 -73.58428   | 7817  |         | LHN                   | 3 août 2005       |       |
| F                                                                         | Église Saint-Léon-de-Westmount                           | Église Saint-Léon-de-Westmount                           | Westmount               | 4311, Boulevard De Maisonneuve Ouest | 45.48548 -73.59193   | 7596  |         | LHN                   | 22 septembre 1991 |       |
| F                                                                         | Gare de Westmount                                        | Gare ferroviaire du Canadien Pacifique                   | Westmount               | 4848, rue Sainte-Catherine Ouest     | 45.47673 -73.59812   | 7097  |         | GFP                   | 5 juin 1994       |       |
| P                                                                         | Maison Braemar                                           | Maison Braemar                                           | Westmount               | 3219, The Boulevard                  | 45.49131 -73.60306   | 11233 |         | MH reconnu            | 22 février 1984   |       |
| P                                                                         | Maison Hurtubise                                         | Maison Hurtubise                                         | Westmount               | 561, chemin de la Côte-Saint-Antoine | 45.48075 -73.60825   | 9101  |         | MH classé             | 16 décembre 2004  | [ 5 ] |
| F                                                                         | Manège militaire                                         | Manège militaire                                         | Westmount               | 4625, rue Sainte-Catherine Ouest     | 45.47946 -73.59523   | 9838  |         | ÉFP reconnu           | 18 décembre 1991  |       |
| P                                                                         | Site historique de la Maison-Hurtubise                   | Maison Hurtubise                                         | Westmount               | Chemin de la Côte-Saint-Antoine      | 45.48075 -73.60825   | 9109  |         | SH classé             | 16 décembre 2004  | [ 6 ] |
| F                                                                         | Trafalgar Lodge                                          | Trafalgar Lodge                                          | Westmount               | 3021, avenue Trafalgar               | 45.4951 -73.598164   | 13136 |         | LHN                   | 23 février 1990   |       |
| P                                                                         | Arrondissement historique et naturel du Mont-Royal       | Arrondissement historique et naturel du Mont-Royal       | Westmount Montréal      |                                      | 45.50333 -73.60306   | 15283 |         | AN décrété AH décrété | 9 mars 2005       |       |